# Lista monumentelor istorice din județul Dâmbovița - P

Simbol utilizat pentru monumentele istorice

Lista monumentelor istorice din județul Dâmbovița - P cuprinde monumentele istorice înscrise în Patrimoniul cultural național al României și aflate în localități din județul Dâmbovița al căror nume începe cu litera P.
Lista completă este menținută și actualizată periodic de către Ministerul Culturii, Cultelor și Patrimoniului Național din România, prin intermediul Institutului Național al Patrimoniului, ultima versiune datând din 2015. Această listă cuprinde și actualizările ulterioare, realizate prin ordin al ministrului culturii.
Puteți căuta un monument din județul Dâmbovița folosind formularul de mai jos sau puteți naviga prin toate monumentele din județ la lista monumentelor istorice din județul Dâmbovița.
| Cod LMI                              | Denumire                                                                   | Localitate                                            | Localizare | Datare, Creatori                                 | Imagine               | Erori             |
| ------------------------------------ | -------------------------------------------------------------------------- | ----------------------------------------------------- | --- | ------------------------------------------------ | --------------------- | ----------------- |
| DB-I-s-B-17106 (RAN: 66900.01)       | Situl arheologic de la Petrești, punct „40 de cruci”                       | sat Petrești; comuna Corbii Mari                      | „40 de cruci”, pe malul drept al Neajlovului, la SE de sat |                                                  | Încarcă foto \| video | Raportează eroare |
| DB-I-m-B-17106.01 (RAN: 66900.01.03) | Așezare                                                                    | sat Petrești; comuna Corbii Mari                      | „40 de cruci”, pe malul drept al Neajlovului, la SE de sat 44.55278°N 25.45667°E | sec. II - III p. Chr, Epoca romană               | Încarcă foto \| video | Raportează eroare |
| DB-I-m-B-17106.02 (RAN: 66900.01.02) | Așezare                                                                    | sat Petrești; comuna Corbii Mari                      | „40 de cruci”, pe malul drept al Neajlovului, la SE de sat 44.55278°N 25.45667°E | Epoca bronzului                                  | Încarcă foto \| video | Raportează eroare |
| DB-I-m-B-17106.03 (RAN: 66900.01.01) | Așezare                                                                    | sat Petrești; comuna Corbii Mari                      | „40 de cruci”, pe malul drept al Neajlovului, la SE de sat 44.55278°N 25.45667°E | Neolitic                                         | Încarcă foto \| video | Raportează eroare |
| DB-I-s-B-17107 (RAN: 67381.01)       | Situl arheologic de la Picior de Munte, punct „Valea bisericii”            | sat Picior de Munte; comuna Dragodana                 | „Valea bisericii”, la 2 km ESE de localitate, între Valea Câinelui și Valea Caradu |                                                  | Încarcă foto \| video | Raportează eroare |
| DB-I-s-B-17107.01                    | Așezare                                                                    | sat Picior de Munte; comuna Dragodana                 | „Valea bisericii”, la 2 km ESE de localitate, între Valea Câinelui și Valea Caradu | sec. XVI - XVIII, Epoca medievală târzie         | Încarcă foto \| video | Raportează eroare |
| DB-I-m-B-17107.02 (RAN: 67381.01.01) | Cimitir                                                                    | sat Picior de Munte; comuna Dragodana                 | „Valea bisericii”, la 2 km ESE de localitate, între Valea Câinelui și Valea Caradu | sec. XVI - XVIII, Epoca medievală târzie         | Încarcă foto \| video | Raportează eroare |
| DB-I-s-B-17108 (RAN: 68486.01)       | Așezare                                                                    | sat Pitaru; comuna Potlogi                            | „Măgura”, la 1 km E de sat, lângă grajdurile CAP | Neolitic                                         | Încarcă foto \| video | Raportează eroare |
| DB-I-s-B-17109 (RAN: 68486.02)       | Necropolă tumulară                                                         | sat Pitaru; comuna Potlogi                            | „Movile”, la 1,5 km NE de capătul de N al localității și imediat la E de pădurea satului | Epoca bronzului                                  | Încarcă foto \| video | Raportează eroare |
| DB-I-s-B-17110 (RAN: 66134.02)       | Tumul                                                                      | sat aparținător Plopu; oraș Titu                      | „Movila”, la 0,5 km N de sat și 0,4 km îndreapta râului Șuța | Preistorie                                       | Încarcă foto \| video | Raportează eroare |
| DB-I-s-B-17111 (RAN: 66134.01)       | Necropolă tumulară                                                         | sat aparținător Plopu; oraș Titu                      | Pe stânga pârâului Șuța, la 0,4 km S de localitate | Epoca bronzului                                  | Încarcă foto \| video | Raportează eroare |
| DB-I-s-B-17112 (RAN: 68495.01)       | Așezare                                                                    | sat Podu Cristinii; comuna Potlogi                    | „Pod”, în stânga râului Sabar, imediat la SE depodul de pe DC Podul Cristinii-Potlogi | sec. II - III p. Chr., Epoca romană              | Încarcă foto \| video | Raportează eroare |
| DB-I-s-B-17113 (RAN: 68477.01)       | Situl arheologic de la Potlogi, punct „Consiliu”                           | sat Potlogi; comuna Potlogi                           | „Consiliu” și „Școala”, în centrul satului, în zona Primăriei și în curtea palatului brâncovenesc |                                                  | Încarcă foto \| video | Raportează eroare |
| DB-I-m-B-17113.01 (RAN: 68477.03.02) | Așezare                                                                    | sat Potlogi; comuna Potlogi                           | „Consiliu” și „Școala”, în centrul satului, în zona Primăriei și în curtea palatului brâncovenesc | sec. IV-VI p. Chr., Epoca daco-romană            | Încarcă foto \| video | Raportează eroare |
| DB-I-m-B-17113.02 (RAN: 68477.03.01) | Așezare                                                                    | sat Potlogi; comuna Potlogi                           | „Consiliu” și „Școala”, în centrul satului, în zona Primăriei și în curtea palatului brâncovenesc | sec. II - III p. Chr., Epoca romană              | Încarcă foto \| video | Raportează eroare |
| DB-I-s-B-17114 (RAN: 68477.02)       | Așezare                                                                    | sat Potlogi; comuna Potlogi                           | „Grădinița Dorobanțu Gheorghe și Onete Vasilica” și „Grădinița lui Vasile a lui Nitica” | sec. IV p. Chr, Epoca daco-romană                | Încarcă foto \| video | Raportează eroare |
| DB-I-s-B-17115 (RAN: 65360.01)       | Situl arheologic de la Priseaca, punct „Pădurea Obreja”                    | localitate componentă Priseaca; municipiul Târgoviște | „Pădurea Obreja”, într-o poiană, pe terasa înaltă a interfluviului Ialomița-Dâmbovița, la 2 km SSV de localitate |                                                  | Încarcă foto \| video | Raportează eroare |
| DB-I-s-B-17115.01                    | Așezare                                                                    | localitate componentă Priseaca; municipiul Târgoviște | „Pădurea Obreja”, într-o poiană, pe terasa înaltă a interfluviului Ialomița-Dâmbovița, la 2 km SSV de localitate | sec. IV p. Chr., Epoca daco-romană               | Încarcă foto \| video | Raportează eroare |
| DB-I-s-B-17115.02                    | Așezare                                                                    | localitate componentă Priseaca; municipiul Târgoviște | „Pădurea Obreja”, într-o poiană, pe terasa înaltă a interfluviului Ialomița-Dâmbovița, la 2 km SSV de localitate | Epoca bronzului                                  | Încarcă foto \| video | Raportează eroare |
| DB-I-s-A-17116 (RAN: 65823.01)       | Situl arheologic de la Puntea de Greci, punct „Dealul Sârbilor”            | sat Puntea de Greci; comuna Petrești                  | „Dealul Sârbilor”, pe terasa înaltă din dreapta râului Neajlov, la confluența cu Valea Cioacelor și la 0,5 km spre SV, către Broșteni |                                                  | Încarcă foto \| video | Raportează eroare |
| DB-I-m-A-17116.01 (RAN: 65823.01.05) | Așezare                                                                    | sat Puntea de Greci; comuna Petrești                  | „Dealul Sârbilor”, pe terasa înaltă din dreapta râului Neajlov, la confluența cu Valea Cioacelor și la 0,5 km spre SV, către Broșteni | sec. IX - X, Epoca medievală timpurie            | Încarcă foto \| video | Raportează eroare |
| DB-I-m-A-17116.02                    | Așezare                                                                    | sat Puntea de Greci; comuna Petrești                  | „Dealul Sârbilor”, pe terasa înaltă din dreapta râului Neajlov, la confluența cu Valea Cioacelor și la 0,5 km spre SV, către Broșteni | sec. II - I a. Chr., Latène, Cultura geto-dacică | Încarcă foto \| video | Raportează eroare |
| DB-I-m-A-17116.03 (RAN: 65823.01.04) | Așezare                                                                    | sat Puntea de Greci; comuna Petrești                  | „Dealul Sârbilor”, pe terasa înaltă din dreapta râului Neajlov, la confluența cu Valea Cioacelor și la 0,5 km spre SV, către Broșteni | sec. VI - V a. Chr., Hallstatt                   | Încarcă foto \| video | Raportează eroare |
| DB-I-m-A-17116.04 (RAN: 65823.01.03) | Așezare                                                                    | sat Puntea de Greci; comuna Petrești                  | „Dealul Sârbilor”, pe terasa înaltă din dreapta râului Neajlov, la confluența cu Valea Cioacelor și la 0,5 km spre SV, către Broșteni | Epoca bronzului mijlociu, Cultura Tei            | Încarcă foto \| video | Raportează eroare |
| DB-I-m-A-17116.05 (RAN: 65823.01.02) | Așezare                                                                    | sat Puntea de Greci; comuna Petrești                  | „Dealul Sârbilor”, pe terasa înaltă din dreapta râului Neajlov, la confluența cu Valea Cioacelor și la 0,5 km spre SV, către Broșteni | Epoca bronzului timpuriu, Cultura Glina          | Încarcă foto \| video | Raportează eroare |
| DB-I-s-A-17117 (RAN: 65823.02)       | Necropolă tumulară                                                         | sat Puntea de Greci; comuna Petrești                  | „Măguri” sau „Grădini”, pe malul stâng al râului Neajlov, în luncă, pe o lungime de 2 km, spre satul Petrești, de o parte și de alta a DC Petrești - Puntea de Greci | Epoca bronzului                                  | Încarcă foto \| video | Raportează eroare |
| DB-I-s-B-17118 (RAN: 65823.03)       | Așezare                                                                    | sat Puntea de Greci; comuna Petrești                  | „Movila lui Marcu”, la SV de sat, în lunca din dreapta Neajlovului | Eneolitic, Cultura Gumelnița                     | Încarcă foto \| video | Raportează eroare |
| DB-I-s-B-17119 (RAN: 65823.04)       | Situl arheologic de la Puntea de Greci, punct „Puțul lui Năstase”          | sat Puntea de Greci; comuna Petrești                  | „Puțul lui Năstase” sau „Tăvârleanca”, pe malul drept, înalt al Neajlovului, la 0,5 km SV de sat și 0,2 km V de DC Puntea de Greci-Răscăeți |                                                  | Încarcă foto \| video | Raportează eroare |
| DB-I-m-B-17119.01 (RAN: 65823.04.02) | Așezare                                                                    | sat Puntea de Greci; comuna Petrești                  | „Puțul lui Năstase” sau „Tăvârleanca”, pe terasa înaltă dreapta a Neajlovului, la 0,5 km SV de localitate și 0,2 km V de DC Puntea de Greci-Răscăeți | sec. IV p. Chr., Epoca daco-romană               | Încarcă foto \| video | Raportează eroare |
| DB-I-m-B-17119.02 (RAN: 65823.04.01) | Așezare                                                                    | sat Puntea de Greci; comuna Petrești                  | „Puțul lui Năstase” sau „Tăvârleanca”, pe terasa înaltă din dreapta a Neajlovului, la 0,5 km SV de localitate și 0,2 km V de DC Puntea de Greci-Răscăeți | Epoca bronzului mijlociu, Cultura Tei            | Încarcă foto \| video | Raportează eroare |
| DB-II-m-A-17612                      | Biserica „Adormirea Maicii Domnului”                                       | sat Pătroaia Vale; comuna Crângurile                  | 208 | 1691-1693, ref. 1715                             | Încarcă foto \| video | Raportează eroare |
| DB-II-m-B-17613                      | Biserica „Sf. Treime”, „Sf. Nicolae”, „Adormirea Maicii Domnului”          | sat Petrești; comuna Corbii Mari                      | | 1842                                             | Încarcă foto \| video | Raportează eroare |
| DB-II-m-B-17614                      | Biserica „Adormirea Maicii Domnului”, „Sf. Ignatie”                        | sat Piatra; comuna Runcu                              | Str. Bisericii 8 | 1844 - 1845                                      | Încarcă foto \| video | Raportează eroare |
| DB-II-m-B-17615                      | Biserica „Sf. Ioan”, „Sf. Apostoli”, „Sf. Nicolae”                         | sat Pietrari; comuna Pietrari                         | | 1832 - 1841                                      |                       | Raportează eroare |
| DB-II-m-B-17616                      | Casa I. Bucșa, Constantin Marmandiu                                        | sat Pietroșița; comuna Pietroșița                     | 440 | înc. sec. XX                                     | Încarcă foto \| video | Raportează eroare |
| DB-II-m-B-17617 (RAN: 68413.01)      | Casa Vasile Iosif                                                          | sat Pietroșița; comuna Pietroșița                     | 443 | sec. XVIII                                       | Încarcă foto \| video | Raportează eroare |
| DB-II-m-B-17618                      | Casa Grigore Popescu, Valeriu Popescu                                      | sat Pietroșița; comuna Pietroșița                     | 480 | sec. XIX                                         | Încarcă foto \| video | Raportează eroare |
| DB-II-m-B-17619                      | Casa Gheorghe Negulescu                                                    | sat Pietroșița; comuna Pietroșița                     | 42, în centru | înc. sec. XX                                     | Încarcă foto \| video | Raportează eroare |
| DB-II-m-B-17620                      | Casa Ion Dinu                                                              | sat Pietroșița; comuna Pietroșița                     | 478 | înc. sec. XX                                     | Încarcă foto \| video | Raportează eroare |
| DB-II-m-B-17621                      | Casa Maria Călinețu, Maria Arzoiu                                          | sat Pietroșița; comuna Pietroșița                     | 449 | înc. sec. XX                                     | Încarcă foto \| video | Raportează eroare |
| DB-II-m-B-17622                      | Casa Nina Zenovie                                                          | sat Pietroșița; comuna Pietroșița                     | 476 | înc. sec. XX                                     | Încarcă foto \| video | Raportează eroare |
| DB-II-m-B-17623                      | Fosta Vamă                                                                 | sat Pietroșița; comuna Pietroșița                     | 471 | 1877                                             | Încarcă foto \| video | Raportează eroare |
| DB-II-a-B-17624                      | Gospodăria Frosa Popa                                                      | sat Pietroșița; comuna Pietroșița                     | 52, în centru | sf. sec. XIX-înc. sec. XX                        | Încarcă foto \| video | Raportează eroare |
| DB-II-m-B-17625                      | Casa Gheorghe Manolescu                                                    | sat Pietroșița; comuna Pietroșița                     | 349 | sf. sec. XIX-înc. sec. XX                        | Încarcă foto \| video | Raportează eroare |
| DB-II-m-B-17626                      | Casa Filippini-Diaconescu                                                  | sat Pietroșița; comuna Pietroșița                     | 54, în centru | sf. sec. XIX-înc. sec. XX                        | Încarcă foto \| video | Raportează eroare |
| DB-II-m-B-17627                      | Casa Ion Vătășescu                                                         | sat Pietroșița; comuna Pietroșița                     | 348 | sf. sec. XIX-înc. sec. XX                        | Încarcă foto \| video | Raportează eroare |
| DB-II-m-B-17628                      | Casa Maria Panaiot                                                         | sat Pietroșița; comuna Pietroșița                     | 60, în centru | sf. sec. XIX-înc. sec. XX                        | Încarcă foto \| video | Raportează eroare |
| DB-II-m-B-17629                      | Casa cu prăvălie Achile Grigorescu                                         | sat Pietroșița; comuna Pietroșița                     | 46, pe DN71, lângă podul peste râul Ialomița | înc. sec. XX                                     | Încarcă foto \| video | Raportează eroare |
| DB-II-m-B-17630                      | Casa Grigore Zăvoianu                                                      | sat Pietroșița; comuna Pietroșița                     | 331 | înc. sec. XIX                                    | Încarcă foto \| video | Raportează eroare |
| DB-II-m-B-17631                      | Casa Iancu Bălășescu                                                       | sat Pietroșița; comuna Pietroșița                     | În centru | înc. sec. XIX                                    | Încarcă foto \| video | Raportează eroare |
| DB-II-a-B-17632                      | Gospodăria Mitică Bucșa                                                    | sat Pietroșița; comuna Pietroșița                     | 337 | 1910                                             | Încarcă foto \| video | Raportează eroare |
| DB-II-m-B-17632.01                   | Casă                                                                       | sat Pietroșița; comuna Pietroșița                     | 337 | 1910                                             | Încarcă foto \| video | Raportează eroare |
| DB-II-m-B-17632.02                   | Atelier                                                                    | sat Pietroșița; comuna Pietroșița                     | 337 | 1910                                             | Încarcă foto \| video | Raportează eroare |
| DB-II-m-B-17633                      | Școală                                                                     | sat Pietroșița; comuna Pietroșița                     | 327 | înc. sec. XIX                                    | Încarcă foto \| video | Raportează eroare |
| DB-II-m-B-17634                      | Casa Gheorghe Popescu                                                      | sat Pietroșița; comuna Pietroșița                     | 314 | sec. XIX                                         | Încarcă foto \| video | Raportează eroare |
| DB-II-m-B-17635                      | Casa de lemn Maria Dima                                                    | sat Pietroșița; comuna Pietroșița                     | | cca. 1900                                        | Încarcă foto \| video | Raportează eroare |
| DB-II-a-A-17636                      | Zonă istorică                                                              | sat Pietroșița; comuna Pietroșița                     | Ambele laturi ale DN71 de la podul Valea Lupului - la N, până la intersecția cu traversarea Ialomiței, centrul vechi și strada Principală din cartierul Joseni | sec. XIX-XX                                      | Încarcă foto \| video | Raportează eroare |
| DB-II-m-B-20522                      | Casa I. Carpețeanu                                                         | sat Pietroșița; comuna Pietroșița                     | În centru | cca. 1900                                        | Încarcă foto \| video | Raportează eroare |
| DB-II-m-B-17637                      | Casa preotului Gheorghe Oprea                                              | sat Pietroșița; comuna Pietroșița                     | 472 | 1929                                             | Încarcă foto \| video | Raportează eroare |
| DB-II-m-A-17638 (RAN: 68413.02)      | Biserica „Adormirea Maicii Domnului”, „Sf. Paraschiva”                     | sat Pietroșița; comuna Pietroșița                     | Str. Joseni, 271 | 1765 - 1767                                      | Încarcă foto \| video | Raportează eroare |
| DB-II-m-B-17639                      | Casa Lenuța Ignatoiu                                                       | sat Pietroșița; comuna Pietroșița                     | Str. Joseni, 263 | înc. sec. XX                                     | Încarcă foto \| video | Raportează eroare |
| DB-II-m-B-17640                      | Casa Leana Popescu Serghe, Gheorghe Popa                                   | sat Pietroșița; comuna Pietroșița                     | Str. Joseni, 116 | înc. sec. XX                                     | Încarcă foto \| video | Raportează eroare |
| DB-II-m-B-17641                      | Casa Iancu Onicioiu Andreescu                                              | sat Pietroșița; comuna Pietroșița                     | Str. Joseni, 83 | sec. XIX                                         | Încarcă foto \| video | Raportează eroare |
| DB-II-m-B-17642                      | Casa Gheorghe Simionescu                                                   | sat Pietroșița; comuna Pietroșița                     | Str. Joseni, 312 | înc. sec. XX                                     | Încarcă foto \| video | Raportează eroare |
| DB-II-m-B-17643                      | Casa Violeta Bratu                                                         | sat Pietroșița; comuna Pietroșița                     | Str. Joseni, 268 | înc. sec. XX                                     | Încarcă foto \| video | Raportează eroare |
| DB-II-m-B-17644                      | Biserica „Adormirea Maicii Domnului”                                       | sat Pitaru; comuna Potlogi                            | Str. Linia Principală | 1784                                             |                       | Raportează eroare |
| DB-II-m-A-17645 (RAN: 68486.03)      | Biserica „Adormirea Maicii Domnului” - Strâmbeanu                          | sat Pitaru; comuna Potlogi                            | Str. Strâmbeanu, cartier Nucești | 1722 - 1730                                      | Alte imagini          | Raportează eroare |
| DB-II-m-B-17646                      | Biserica „Adormirea Maicii Domnului”                                       | sat aparținător Plopu; oraș Titu                      | | 1836                                             | Încarcă foto \| video | Raportează eroare |
| DB-II-m-B-17647                      | Biserica „Sf. Nicolae”                                                     | sat Podu Rizii; comuna Sălcioara                      | | 1870                                             | Încarcă foto \| video | Raportează eroare |
| DB-II-m-B-17648                      | Biserica „Sf. Nicolae”                                                     | localitate componentă Podul Bărbierului; oraș Răcari  | | 1812                                             | Încarcă foto \| video | Raportează eroare |
| DB-II-m-B-17649                      | Biserica „Sf. Nicolae”                                                     | sat Poiana; comuna Poiana                             | 622 A | 1852 - 1853                                      | Încarcă foto \| video | Raportează eroare |
| DB-II-m-B-17650 (RAN: 68440.01)      | Biserica „Adormirea Maicii Domnului”                                       | sat Poiana; comuna Poiana                             | 979 A | 1814 - 1819                                      | Încarcă foto \| video | Raportează eroare |
| DB-II-m-B-17651                      | Biserica „Sf. Împărați Constantin și Elena”                                | sat Poroinica; comuna Mătăsaru                        | | 1871                                             | Încarcă foto \| video | Raportează eroare |
| DB-II-m-B-17652 (RAN: 65814.01)      | Biserica „Adormirea Maicii Domnului”, „Cuvioasa Paraschiva”, „Sf. Nicolae” | sat Potlogeni Deal; comuna Petrești                   | | 1810                                             | Încarcă foto \| video | Raportează eroare |
| DB-II-m-B-17653 (RAN: 67229.01)      | Biserica „Adormirea Maicii Domnului”                                       | sat Potlogeni Vale; comuna Crângurile                 | DC 91 B | 1810                                             | Încarcă foto \| video | Raportează eroare |
| DB-II-a-A-17654 (RAN: 68477.01)      | Curtea Brâncovenească                                                      | sat Potlogi; comuna Potlogi                           | 44.56431°N 25.58809°E | 1698                                             | Alte imagini          | Raportează eroare |
| DB-II-m-A-17654.01                   | Ruinele casei vechi                                                        | sat Potlogi; comuna Potlogi                           | | cca. 1680                                        |                       | Raportează eroare |
| DB-II-m-A-17654.02                   | Biserica „Sf. Dumitru”, „Sf. Nicolae”                                      | sat Potlogi; comuna Potlogi                           | În incinta Ansamblului Brâncovenesc | 1683                                             | Alte imagini          | Raportează eroare |
| DB-II-m-A-17654.03                   | Palatul Brâncovenesc                                                       | sat Potlogi; comuna Potlogi                           | 44.5642°N 25.5881°E | 1698                                             |                       | Raportează eroare |
| DB-II-m-A-17654.04                   | Ruine case slujitori                                                       | sat Potlogi; comuna Potlogi                           | | 1698                                             |                       | Raportează eroare |
| DB-II-m-A-17654.05                   | Ruine cuhnie                                                               | sat Potlogi; comuna Potlogi                           | | 1698                                             |                       | Raportează eroare |
| DB-II-m-A-17654.06                   | Ruine droșcărie                                                            | sat Potlogi; comuna Potlogi                           | | 1698                                             |                       | Raportează eroare |
| DB-II-m-A-17654.07                   | Turnul porții principale, cu camere de gardă                               | sat Potlogi; comuna Potlogi                           | | 1698                                             |                       | Raportează eroare |
| DB-II-m-A-17654.08                   | Zidul incintelor                                                           | sat Potlogi; comuna Potlogi                           | | 1698                                             |                       | Raportează eroare |
| DB-II-m-A-17654.09                   | Fostul eleșteu artificial                                                  | sat Potlogi; comuna Potlogi                           | | 1698                                             |                       | Raportează eroare |
| DB-II-m-B-17655                      | Casa Constantin Ene                                                        | sat Potlogi; comuna Potlogi                           | Str. Olteni | prima jum. a sec. XIX                            | Încarcă foto \| video | Raportează eroare |
| DB-II-m-B-17656                      | Pulberăria                                                                 | sat Priboiu; comuna Brănești                          | | 1880                                             | Încarcă foto \| video | Raportează eroare |
| DB-II-m-B-17657                      | Biserica „Înălțarea Domnului”                                              | sat Priboiu; comuna Tătărani                          | | 1831                                             | Încarcă foto \| video | Raportează eroare |
| DB-II-m-B-17658                      | Biserica „Sf. Nicolae”                                                     | localitate componentă Priseaca; municipiul Târgoviște | | 1860                                             | Încarcă foto \| video | Raportează eroare |
| DB-II-m-B-17659                      | Biserica „Sf. Nicolae”, „Sf. Împărați”                                     | sat Produlești; comuna Produlești                     | | 1854                                             | Încarcă foto \| video | Raportează eroare |
| DB-II-m-B-17590                      | Casa Maria Anghelescu                                                      | sat Pucheni; comuna Moroeni                           | Str. Principală 53 | sf. sec. XIX                                     | Încarcă foto \| video | Raportează eroare |
| DB-II-m-B-17660                      | Școală tip „Spiru Haret”                                                   | oraș Pucioasa                                         | Str. Rădulescu Ion Heliade, 129 | 1898                                             | Încarcă foto \| video | Raportează eroare |
| DB-II-m-B-17661                      | Podul de Cale Ferată Pucioasa                                              | oraș Pucioasa                                         | În zona de N a orașului, la ieșirea spre comuna Moțăieni | 1908 - 1912                                      |                       | Raportează eroare |
| DB-II-m-B-17662                      | Casa Ion Diaconescu                                                        | oraș Pucioasa                                         | Cartier Diaconești | sec. XIX                                         | Încarcă foto \| video | Raportează eroare |
| DB-II-a-B-17664                      | Ansamblul urban                                                            | oraș Pucioasa                                         | Str. Republicii cu ambele laturi între nr. 17-81 și nr. 22-84, str. Parcului, str. Fântânelor nr. 6-16, str. Ardealului nr. 15-43 și nr. 4-24, str. Ana Ipătescu, str. Crinului nr. 6-8 și nr. 1-17, b-dul Gării nr. 1-21 și latura de nord integral- pâna la limita posterioară a loturilor | înc. sec. XX                                     | Încarcă foto \| video | Raportează eroare |
| DB-II-m-B-17665                      | Gara                                                                       | oraș Pucioasa                                         | Str. Gării 4 | 1894                                             |                       | Raportează eroare |
| DB-II-m-B-17666                      | Casa Magdalena Puiescu                                                     | oraș Pucioasa                                         | Str. Ipătescu Ana 4 | sf. sec. XIX-înc. sec. XX                        | Încarcă foto \| video | Raportează eroare |
| DB-II-m-B-17667                      | Casa Mihai Dobrescu                                                        | oraș Pucioasa                                         | Str. Radu Cosmin 1 45.07616°N 25.43461°E | 1880 - 1890                                      |                       | Raportează eroare |
| DB-II-m-B-17663                      | Casa Mielu Pietroșanu, ulterior sediu al Subocârmuirii Plaiului Ialomița   | oraș Pucioasa                                         | Str. Rădulescu Ion Heliade 102, cartier Șerbănești | sec. XIX                                         | Încarcă foto \| video | Raportează eroare |
| DB-II-m-B-17668                      | Casa cu prăvălie Elena I. Bălășescu                                        | oraș Pucioasa                                         | Str. Republicii 60 | înc. sec. XX                                     | Încarcă foto \| video | Raportează eroare |
| DB-II-m-B-17670                      | Casa Steliana Runceanu                                                     | oraș Pucioasa                                         | Str. Republicii 64 | sf. sec. XIX-înc. sec. XX                        | Încarcă foto \| video | Raportează eroare |
| DB-II-m-B-20221                      | Casa Tache Constantinescu                                                  | oraș Pucioasa                                         | Str. Republicii 64 | sf. sec. XIX                                     | Încarcă foto \| video | Raportează eroare |
| DB-II-m-B-17669                      | Casa Iancu Chiaburcu                                                       | oraș Pucioasa                                         | Str. Republicii 68 | înc. sec. XX                                     | Încarcă foto \| video | Raportează eroare |
| DB-II-m-B-17671 (RAN: 65930.01)      | Biserica „Sf. Nicolae”, „Intrarea în Biserică”                             | oraș Pucioasa                                         | Str. Stejarului, cartier Șerbănești | ref. 1894                                        |                       | Raportează eroare |
| DB-II-m-B-17672                      | Biserica „Sf. Nicolae”, „Sf. Mare Mucenic Gheorghe” - Podurile de Jos      | oraș Pucioasa                                         | Str. Trandafirilor 51 | 1855                                             | Încarcă foto \| video | Raportează eroare |
| DB-II-m-B-17673                      | Casa Ion Podoreanu                                                         | oraș Pucioasa                                         | Str. Vladimirescu Tudor 42 | sf. sec. XIX-înc. sec. XX                        | Încarcă foto \| video | Raportează eroare |
| DB-II-m-B-17674                      | Țesătoria „Stan Rizescu”                                                   | oraș Pucioasa                                         | Str. Zorilor 2 | 1885                                             | Încarcă foto \| video | Raportează eroare |
| DB-II-m-B-17675                      | Biserica „Sf. Nicolae”                                                     | sat Puntea de Greci; comuna Petrești                  | | 1841 - 1842                                      | Încarcă foto \| video | Raportează eroare |
| DB-III-m-B-17784                     | Monumentul Eroilor din războiul 1877                                       | sat Potlogi; comuna Potlogi                           | | 1910 Aristide Iliescu (sculptor)                 |                       | Raportează eroare |
| DB-IV-m-A-17837                      | Cruce de piatră                                                            | sat Pătroaia Vale; comuna Crângurile                  | În fața fostului C.A.P. | 1768                                             | Încarcă foto \| video | Raportează eroare |
| DB-IV-m-A-17838                      | Cruce de piatră                                                            | sat Pătroaia Vale; comuna Crângurile                  | | 1760                                             | Încarcă foto \| video | Raportează eroare |
| DB-IV-m-A-17839                      | Cruce de piatră                                                            | sat Pietrari; comuna Pietrari                         | La răspântia de lângă casa Vlad Gheorghe | sec. XVIII                                       | Încarcă foto \| video | Raportează eroare |